# Torony (település)
Torony (németül: Dienling, horvátul: Turnice) község Vas vármegyében, a Szombathelyi járásban. A mai község Torony és Ondód egyesülésével jött létre 1950-ben.

## Fekvése
Az Arany- és a Nyeste–Nyár-patak mellett fekszik, Szombathelytől 6 kilométerre nyugatra.
A szomszéd települések: kelet felől Sé, dél felől Nárai, nyugat felől Dozmat, északnyugat felől pedig Bucsu. Közigazgatási területét észak felől is jobbára bucsui külterületek határolják, de abból az irányból egy rövid szakaszon érintkezik Szombathely határszélével is.

### Megközelítése
A településen áthalad, a belterülettől északra a Szombathelytől a bucsui határátkelőig húzódó 89-es főút, így az ország távolabbi részei felől ez a legfontosabb közúti megközelítési útvonala; a központján azonban csak a főút 2005-ben felhagyott régi nyomvonala, a mai 8901-es út halad keresztül. Ondód településrészére a 87 124-es, Dozmatra a 87 123-as számú mellékút vezet a településről.
Vasútvonal ma már nem érinti, de a megszüntetéséig áthaladt a területén a Szombathely–Pinkafő-vasútvonal, melynek egy megállási pontja is volt itt, Torony megállóhely.

## Nevének eredete
Neve egykori őrtoronyra, vagy nemesi lakótoronyra utal.

## Története
A régészeti leletek tanúsága szerint a község területén már a kőkorszakban éltek emberek. A község déli határában kő- és csonteszközök kerültek elő. A bronzkor időszakából több sírt tártak fel itt, melyekből agyagedények, bronzeszközök és ékszerek kerültek elő. Az i. e. 6. században kelta törzsek foglalták el ezt a vidéket. A római korban itt húzódott a Kőszegi-hegységből Savariába menő vízvezeték. A község területe ebben az időben Savaria egyik külső övezete volt. Erre vitt az út a felsőcsatári kőbányákhoz, ahonnan az építőanyagot szállították a tartományi székhelyre. Az utak ellenőrzésére a környező dombokon őrtornyok álltak. Elképzelhető, hogy a község nevét is egy ilyen, hosszú ideig fennmaradt őrtoronyról kapta. Az Ondód feletti Karankó nevű dombtetőn ősi földvár állhatott, melynek azonban nyoma nem maradt. Ezt valószínűsíti a Karankó helynév. Ondód község neve is a falu igen régi alapítására utal. Toronyt 1409-ben, Ondódot 1288-ban említik először. Torony első említésekor a Békássy család levéltárában Thorony alakban szerepel, 1457-ben Toron néven említik. Ondód 1428-ban köznemesi és Ostffy birtok volt. A 16. században mindkét település lakói evangélikusok lettek. Torony neve ezután 1620-ban bukkan fel, amikor Bethlen Gábor erdélyi fejedelem rohonci látogatása során a protestáns községet oltalma alá veszi a katolikusok támadásaival szemben. Ekkor épült a régi kastély épülete is, mely később iskola lett. Az 1780-ban készített katonai felmérésből kiderül, hogy Torony falu ekkor még a kastéllyal szembeni egyetlen utcából, a mai Újvári utcából állt. Földesurai a Ják nembeli Niczky és a Hetyei családok voltak. Ondód ennél régibb, kisnemesi község volt, földesura a Laky család.
Vályi András szerint "TORONY. Magyar falu Vas Várm. földes Urai Gr. Niczky, és több Uraságok, lakosai katolikusok, fekszik Dozmáthhoz nem meszsze, mellynek filiája; földgye termékeny, réttye elég, és jó szénát terem, legelője, fája van, szőleje meglehetős, eladásra, és keresetre módgya a’ szomszéd Szombathelyi, ’s más piatzokon. ONDOD. Magyar falu Vas Várm. földes Urai G. Niczky, és több Uraságok, lakosai katolikusok, fekszik Dozmátnak szomszédságában, mellynek filiája, földgye termékeny, réttye jó, legelője, fája elég, szőleje is van."
Fényes Elek szerint "Torony, magyar falu, Vas vmegyében, ut. p. Szombathelyhez 1 kis óra: 286 kath., 8 zsidó lak. Van jó földje, rétje és szőlője. F. u. Ernuszt, Kocsóczy, Hetyei s m. Ondód, magyar falu, Vas vmegyében, ut. p. Szombathelyhez egy óra, 320 kath. lak., termékeny határral, bortermesztéssel. F. u. a Laky család."
Torony fejlődésén nagyot lendített a pinkafői vasútvonal megépülése 1872-ben, melynek egyik állomása lett. Vas vármegye 1898-ban megjelent monográfiájában "Torony, magyar község, 51 házzal és 382 r. kath. és ág. ev. lakossal. A község a szombathely-pinkafői vasút mellett fekszik és annak egyik állomása. Posta és távíró helyben. Itt van a körjegyzőség és körorvos székhelye. A község határa kőkorszakbeli emlékekben gazdag. Voltak itt azonkívül római sírok is; a római vízvezeték szintén e község mellett vonult el. Földesura a gróf Nitzky – és a Hetyey -család volt. Ondód, 107 házzal és 616 magyar lakossal. Vallásuk r. kath. és ág. ev. Postája és távírója Torony. A község határában kőkorszakbeli emlékeket találnak. Földesura a Laky -család volt."
1910-ben Toronynak 455, Ondódnak 768 lakosa volt. A második világháború végén számos ondódi cigányt hurcoltak el koncentrációs táborba, erre a községközpontban ma emléktábla emlékeztet. A két községet 1950-ben egyesítették.

## Közélete

### Polgármesterei
- 1990–1994: Joó Imre (független)[7]
- 1994–1998: Joó Imre (független)[8]
- 1998–2002: Joó Imre (független)[9]
- 2002–2006: Joó Imre (független)[10]
- 2006–2010: Joó Imre (független)[11]
- 2010–2014: Kovács György (független)[12]
- 2014–2019: Kovács György (Fidesz-KDNP)[13]
- 2019–2024: Kovács György (független)[14]
- 2024– : Szabó Zsolt (független)[1]

## Népesség
A település népességének változása:
| Lakosok száma | 1942 | 1924 | 1920 | 2062 | 1995 | 1949 | 1950 |
|               | 2013 | 2014 | 2015 | 2021 | 2022 | 2023 | 2024 |

A 2011-es népszámlálás során a lakosok 75,9%-a magyarnak, 2% németnek, 2,3% cigánynak, 1,4% horvátnak mondta magát (23,7% nem nyilatkozott; a kettős identitások miatt a végösszeg nagyobb lehet 100%-nál). A vallási megoszlás a következő volt: római katolikus 52,6%, református 1,3%, evangélikus 1%, felekezet nélküli 8,7% (34,8% nem nyilatkozott).
2022-ben a lakosság 90,9%-a vallotta magát magyarnak, 2,3% németnek, 1,2% cigánynak, 0,9% horvátnak, 0,2% szerbnek, 0,1-0,1% lengyelnek, ruszinnak és szlováknak, 1,7% egyéb, nem hazai nemzetiségűnek (9% nem nyilatkozott; a kettős identitások miatt a végösszeg nagyobb lehet 100%-nál). Vallásuk szerint 45,5% volt római katolikus, 1,2% református, 1% evangélikus, 0,3% görög katolikus, 0,1% ortodox, 1,1% egyéb keresztény, 1,7% egyéb katolikus, 6,6% felekezeten kívüli (42,5% nem válaszolt).

## Nevezetességei
- Római katolikus templomát Szűz Mária neve tiszteletére szentelték.
- Az egykori Eszterházy-kastély a 19. században épült. Később a Pick család tulajdona, majd általános iskola működött benne.

## Híres emberek

### Toronyiak
- Toronyi Németh István (1906) katolikus pap, író, költő
- Palkó István (1913–2008) nyelvész, pedagógus, irodalmi szerkesztő, Torony község díszpolgára.
- Joó László (1948) fafaragó művész.
- Dr. Nagyné Pápai Éva (1951) grafikus, festőművész. 1992-ben kápolnát építtetett a községben.

### Ondódiak
- Laky Károly (1784–1853) plébános
- Charlie (1947) énekes, zenész.

## Külső hivatkozások
- Aranypatak Kulturális Alapítvány honlapja
- Toronyi Általános Iskola honlapja